# Římskokatolická farnost u kostela sv. Matěje Praha-Dejvice
Římskokatolická farnost u kostela sv. Matěje Praha-Dejvice je církevní správní jednotka sdružující římské katolíky na území Prahy 6-Dejvic. 

## Historie

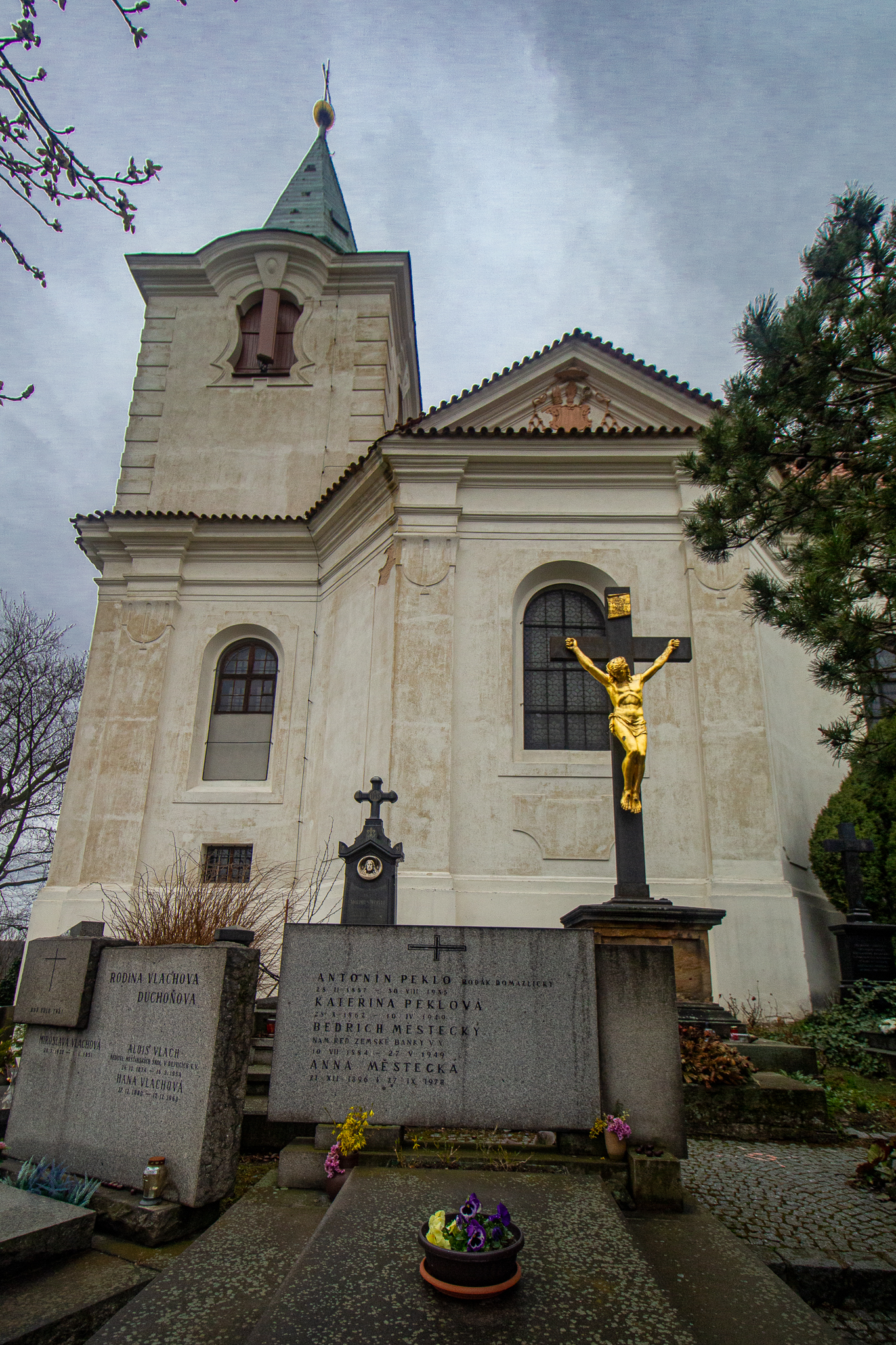
Kostel sv. Matěje

V roce 1403 byla u kostela zřízena farnost (plebánie) patřící do ořechovského děkanátu (později vikariátu), která však zanikla za husitských válek a její území bylo následně přičleněno k farnosti u katedrály sv. Víta. Obnovena byla k 1. červenci 1771 v souvislosti s výstavbou současného kostela sv. Matěje.
Od obnovení farnosti až do 31. prosince 1851 patřila farnost do pražského vikariátu, od 1. ledna 1852 do 31. prosince 1927 do libockého vikariátu (k 1. lednu 1928 přejmenovanému na ořešský vikariát). Zdejší farář Rudolf Horský už v roce 1901 žádal o připojení k pražskému vikariátu, avšak vzhledem k tomu, že se již tehdy uvažovalo o vytvoření tzv. Velké Prahy, byla změna odložena do doby, než budou Dejvice připojeny k Praze. Protože se však Msgre. Horský následně stal okrskovým vikářem libockého vikariátu, byla farnost začleněna do III. pražského vikariátu až po jeho smrti, a to od 1. ledna 1928. V něm setrvala až do reorganizace pražských vikariátů kolem poloviny 90. let 20. století, kdy byla začleněna do II. pražského vikariátu.
Dříve se farní úřad nacházel v budově čp. 20 vedle usedlosti Fišerka, což připomíná název restaurace Na staré faře, která se v tomto domě již dlouhou dobu nachází. Až do roku 1827 byla v bývalé farní budově škola a byt učitele. Nová budova fary byla vybudována v roce 1892.

### Seznam farářů
Někteří faráři u sv. Matěje před zánikem farnosti:
- Martin z Humpolce (1403 až 1408; poté farářem v Tuchoměřicích až do své smrti v roce 1432)
- Petr řečený Bzdinka (1451 až 1461)

Duchovní správci u sv. Matěje od obnovení farnosti:
1. František Högner (1772 až 1800, slavnostně instalován 25. února 1772)
2. František Xaver Vavrouš (1800 až 1812; předtím kaplanem v Hostouni, poté farářem v Hostouni až do své smrti v roce 1819)
3. František Hollý (1812 až 1815; poté děkanem ve Volyni)
4. Karel Herites (1815 až 1819; předtím vojenským kaplanem, poté farářem v Hostouni až do své smrti v roce 1826)
5. Vincenc Štěpánek (od roku 1819 až do své smrti v roce 1837)
  - Jan Konopa (administrátorem v roce 1837)
6. František Gundermann (1837 až 1841; poté děkanem ve Volyni)
7. Matěj Šulák (1841 až 1850; poté farářem v Hostouni až do své smrti v roce 1862)
8. Tomáš Mařík (1850 až 1862; poté farářem v Hostouni až do své smrti v roce 1866)
9. Jan Novák (administrátorem 1862 až 1863, farářem 1863 až 1866; poté farářem v Hostouni až do své smrti v roce 1898)
  - Norbert Procházka (administrátorem 1866 až 1867)
10. Jan Mašek (1867 až do své smrti v témže roce)
  - Antonín Malec (administrátorem v roce 1867)
11. František Švehla (1867 až 1869; poté děkanem ve Volyni)
  - František Blažek (administrátorem v roce 1869)
12. Jakub Ludvík (1869 až 1879; poté farářem v Úněticích až do své smrti v roce 1905)
  - Matěj Kouba (administrátorem v roce 1879)
13. Václav Hradec (1879 až 1880; poté farářem v Železné)
  - Karel Hrdina (administrátorem v roce 1881)
14. František Hromádka (1881 až 1897; poté děkanem ve Volyni)
  - Adolf Soukup (administrátorem v roce 1897)
15. Msgre. ThDr. Rudolf Horský (od roku 1897 až do své smrti 22. prosince 1926)
  - Josef Dedek (administrátorem od ledna 1927 do srpna 1927; předtím do června 1922 kaplanem v Liboci, od července 1922 do září 1925 katechetou ve Zlonicích a od října 1925 kaplanem v Liboci, poté kaplanem v Tachlovicích do září 1928, od října 1928 do dubna 1929 administrátorem ve Vinoři, od května 1929 administrátorem v Městečku, do své smrti farářem v Černoučku; narozen 3. února 1892, na kněze vysvěcen 30. června 1918, zemřel 13. září 1948)
16. Ludvík Toman (od září 1927 až do své smrti v červenci 1942; předtím kaplanem ve farnosti u kostela sv. Štěpána v Praze; narozen 18. září 1877, na kněze vysvěcen 29. června 1902; za první světové války byl druhým kaplanem ve farnosti u kostela sv. Rocha na Olšanech)
  - Alois Bětík (administrátorem od července 1942 do září 1943)
17. Ferdinand Pur (od září 1943 do své rezignace v květnu 1945)
  - Bohumil Inneman (administrátorem od června 1945 do dubna 1946, poté druhým a následně prvním kaplanem v Praze na Žižkově)
18. Václav Zima (od dubna 1946 do 1. srpna 1971, předtím prvním kaplanem v Praze-Libni, poté jako invalidní důchodce v charitním domově v Hrusicích; narozen 22. listopadu 1912, zemřel 26. prosince 1976)
19. Mons. Jan Machač (od 1. prosince 1971 do 30. června 2002, zprvu jako administrátor)
  - Mgr. Karel Metoděj Kočí OP (administrátorem od 1. července 2002 do 30. června 2005)
  - Mgr. Andrzej Koch CMF (administrátorem od 1. července 2005 do 31. srpna 2010; předtím v letech 1999 až 2000 farním vikářem v Paczyně, od 15. prosince 2001 do 30. června 2005 farním vikářem v Kralupech nad Vltavou a farním vikářem excurrendo ve farnostech Nelahozeves, Zeměchy, Chvatěruby, Velvary, Veltrusy, Chržín a Vepřek a od 15. prosince 2001 cca do června 2002 rovněž farním vikářem ve farnosti u katedrály sv. Víta; na kněze vysvěcen 17. května 1997)
20. Mgr. Krzysztof Tomasz Łabędź CMF (od 1. září 2010 do 1. ledna 2017; předtím od 1. září 2006 do 31. srpna 2010 farním vikářem a následně i moderátorem společné duchovní správy v Sokolově a administrátorem excurrendo ve farnosti Chlum Svaté Maří; narozen 29. prosince 1970 v Lodži, na kněze vysvěcen v roce 1997)
21. RNDr. Matúš Kocian, Ph.D. (administrátorem od 1. ledna 2017)

Někteří farní vikáři u sv. Matěje:
- v letech 1775 až 1805 postupně deset kaplanů
- Vicente Montiel Romero CMF (do 30. června 2002)
- Wojciech Kubrak SAC (do 30. června 2003)
- Stefano Pasquero FSCB (zřejmě od července 2003 do 31. října 2005)
- Mgr. Gustaw Sikora (od 1. října 2003 do 30. června 2004)
- Mgr. Zdeněk Skalický (od 1. srpna 2004 do 30. července 2005)
- Krzysztof Stawicki CMF (do 14. září 2007)
- Mgr. Tadeusz Mrzygłód CMF (od 15. září 2007 do 31. srpna 2010; od 23. června 2010 výpomocným duchovním v Paczyně)
- ThMgr. Mieczysław Antoni Jóźwiak CMF (od 1. září 2010; předtím od 15. srpna 2003 do 31. srpna 2004 farním vikářem v Miedarech, od 1. října 2008 do 31. srpna 2010 členem společné duchovní správy v Sokolově; narozen 1. ledna 1957, na kněze vysvěcen 24. května 2003)

Počátkem 70. let 20. století vypomáhal ve farnosti bývalý vojenský kaplan Msgre. Josef Vymětal, plk. duch. služby (narozen 3. března 1883, zemřel 11. února 1974).
V roce 1891 bylo při školách v Dejvicích zřízeno místo katechety. Za první světové války a po ní zde byl katechetou Jan Hudek (narozen 14. ledna 1877, na kněze vysvěcen 15. července 1900). V roce 1947 bylo ve farnosti celkem 56 křtů (z toho 13 křtů dospělých), v kostele sv. Matěje bylo 83 svateb, v jiných farnostech se uskutečnilo 33 svateb zdejších farníků a zemřelo celkem 139 zdejších farníků (z toho 109 zemřelých bylo pohřbeno do země a ve 30 případech se jednalo o kremaci).
Od 17. května 2006 je farnost smluvně svěřena na dobu deseti let Kongregaci misionářů synů Neposkvrněného srdce blahoslavené Panny Marie (klaretiánů), která měla na území farnosti (v Lysolajích) svůj řeholní dům (od roku 2008 je přestěhován na faru). Začátkem 21. století byla současná fara zrekonstruována.

### Kostely a kaple farnosti
K farnosti patří Dejvice (kromě oblasti Jenerálky, která spadá pod farnost u kostela sv. Cyrila a Metoděje v Nebušicích) a Lysolaje; na základě rozhodnutí kardinála Vlka ze dne 15. srpna 2008 byl do farnosti u kostela sv. Matěje s účinností od 1. září 2008 začleněn také Suchdol (dosud součást farnosti Únětice), Sedlec a dejvické domy na severní straně ulice V Podbabě (dosud součást farnosti Roztoky u Prahy).
Další kostely na území farnosti:
- kostel sv. Václava (Proboštská ulice v Dejvicích)
- kostel sv. Vojtěcha (Kolejní ulice v Dejvicích) při kněžském semináři se samostatnou duchovní správou

Kaple na území farnosti:
- kaple Nejsvětější Trojice (ulice Nad Komornickou v Dejvicích)
- kaple sv. Michaela archanděla (ulice Na Pernikářce v Dejvicích)
- seminární kaple Nejsvětějšího Srdce Páně (Thákurova ulice v Dejvicích)
- kaple sv. Jana Nepomuckého (ulice U Matěje v Dejvicích)
- Kaple Panny Marie Ochránkyně řádu Kazatelů (ulice Lysolajské údolí v Lysolajích)
- kaple Panny Marie Sedmibolestné (lokalita Housle v Lysolajích)
- kaple Nejsvětější Trojice (ulice V Sedlci v Sedlci)
- kaple sv. Václava (ulice Ke Kozím hřbetům v Suchdole)

Kostely v sousedních farnostech:
- kostel sv. Gotharda (Bubeneč)
- katedrála sv. Víta, Václava a Vojtěcha
- kostel sv. Norberta (Střešovice)
- kostel sv. Fabiána a Šebestiána (Liboc)
- kostel sv. Jana Nepomuckého (Dejvice)
- kostel sv. Cyrila a Metoděje (Nebušice)
- kaple sv. Anny (Horoměřice)
- kostel Nanebevzetí Panny Marie (Únětice)
- kostel Narození sv. Jana Křtitele (Roztoky)